# Kościół Matki Bożej Nieustającej Pomocy w Tarnobrzegu
Kościół Matki Bożej Nieustającej Pomocy – kościół rzymskokatolicki w tarnobrzeskiej dzielnicy Serbinów, województwo podkarpackie. 
Budowla powstała w 1984 roku z inicjatywy arcybiskupa przemyskiego Ignacego Tokarczuka. Budowę kościoła powierzono późniejszemu proboszczowi parafii Matki Bożej Nieustającej Pomocy Michałowi Józefczykowi.

## Architektura
Kościół składa się z kościoła górnego, dolnego i przylegających do nich budynków. Budynek zaprojektowany został przez Gerarda Pająka. Powstały w latach 80. XX wieku kościół reprezentuje nurt postmodernistyczny. Ogromna świątynia posiada nowoczesny geometryczny kształt i formę, jednak w swym zamyśle autor wzorował się na gotyckich katedrach. Nad centralnym wejściem znajduje się ogromne prostokątne okno witrażowe, spełniające tę samą funkcję co średniowieczna rozeta. W prawe skrzydło świątyni, ustawione w kierunku wschodnim, wkomponowano ogromne wertykalne okna. Skrzydło to podzielono na 5, niejako osobnych części, niejako przestrzeń wyodrębniona na osobne przedsoborowe ołtarze nawowe, mimo iż świątynia powstała 20 lat po II soborze watykańskim. Na sklepieniu widocznie zarysowano sklepienie, a geometryczne trójkąty przywołują na myśl gotyckie sklepienia krzyżowo-żebrowe. Podobnie jak w najznamienitszych katedrach XIII-wiecznej Europy, w kościele znajduje się empora (antresola, galeria). Rozciąga się ona od ołtarza, aż do wejścia głównego. Wyjątkowo wysoka dzwonnica przypomina monumentalne gotyckie wieże. Podobnie jak w wiekach średnich, dzwonnica została usytuowana po zachodniej stronie.
Budowa kościoła przypada na lata stanu wojennego w Polsce, Był to czas powszechnego marazmu gospodarczego i społecznego. W kraju pogrążonym w kryzysie politycznym i gospodarczym, w którym brakowało podstawowych materiałów budowlanych, świątynie były jedynym miejscem, w którym realizowano odważne dzieła architektoniczne. Kościół zdecydowanie wyróżnia się i dominuje nad osiedlem z szarej płyty (w XXI wieku, kiedy ocieplano budynki styropianem dodano często niezbyt udane i spójne udziwnienia kolorystyczne). 

### Górny kościół
Ołtarz kościoła górnego składa się z trzech części: św. Michała Archanioła, Krzyża, Matki Bożej Nieustającej Pomocy. Całość wykonana jest w formie mozaiki. W lewej stronie ołtarza znajdują się demony atakujące ludzi. Pod koniec części pierwszej ołtarza tłum ludzi staje się falami. Oddziela ich Archanioł Michał i laską przygania w stronę Krzyża i Matki Boskiej Nieustającej Pomocy. W części środkowej znajduje się ogromny krucyfiks. Nie ma konkretnych wyobrażeń ludzi czy demonów, ale zachowano symbolikę fal. Poszczególne osoby pojawiają się w prawej części ołtarza - już jako modlące się i wielbiące Boga, z krzyżami w dłoni. Podobną stylistykę mozaiki zachował boczny ołtarz Miłosiernego Jezusa. Lewa, boczna nawa wypełniona jest czterema witrażami nawiązujących do ewangelicznych uczynków miłosierdzia. W prawych, bocznych nawach znajdują się płaskorzeźby polskich świętych. W kościele górnym znajduje się bardzo duża antresola. Budynek budowano w latach 80., sądzono iż nie uda się uzyskać nowego pozwolenia od władz komunistycznych na nową świątynię, a sam Tarnobrzeg bardzo szybko się rozwijał, liczono, że ok. 2000 r. liczba mieszkańców przekroczy 100 tysięcy. Wymusiło to budowę ogromnego kościoła, mogącego pomieścić kilka tysięcy ludzi. Chór kościoła wypełniają obrazy. Znajdują się tam też potężne organy.

### Dolny kościół
Dolny kościół jest znacznie mniejszy. Głównym elementem ołtarza jest mosiężna płaskorzeźba Ostatniej Wieczerzy. Obecnie znajduje się w nim także wydzielona Kaplica Adoracji Najświętszego Sakramentu z mozaikowym ołtarzem.

### Kompleks budynków
Na terenie budynku głównego oprócz budynków przeznaczonych dla Zgromadzenia Sióstr Służebniczek Najświętszej Maryi Niepokalanie Poczętej i duszpasterzy znajdują się także: sala parafialna, salki katechetyczne, apteka, przedszkole/ochronka i hospicjum. Przy wejściu do kościoła ustawiono figury Czterech Ewangelistów. Na fasadzie namalowano ogromny fresk Matki Bożej Fatimskiej.

### Galeria

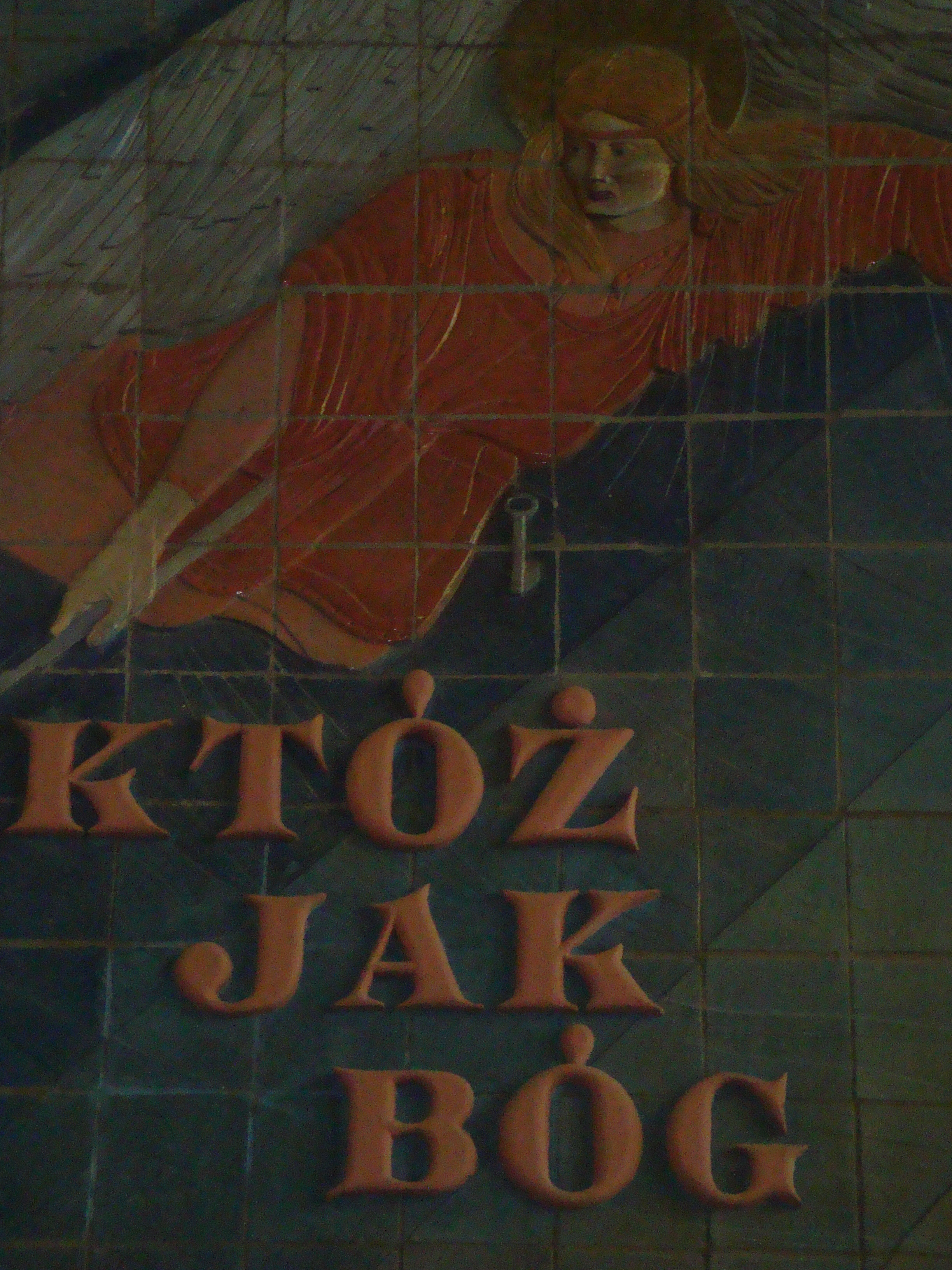
Archanioł Michał - lewa część ołtarza
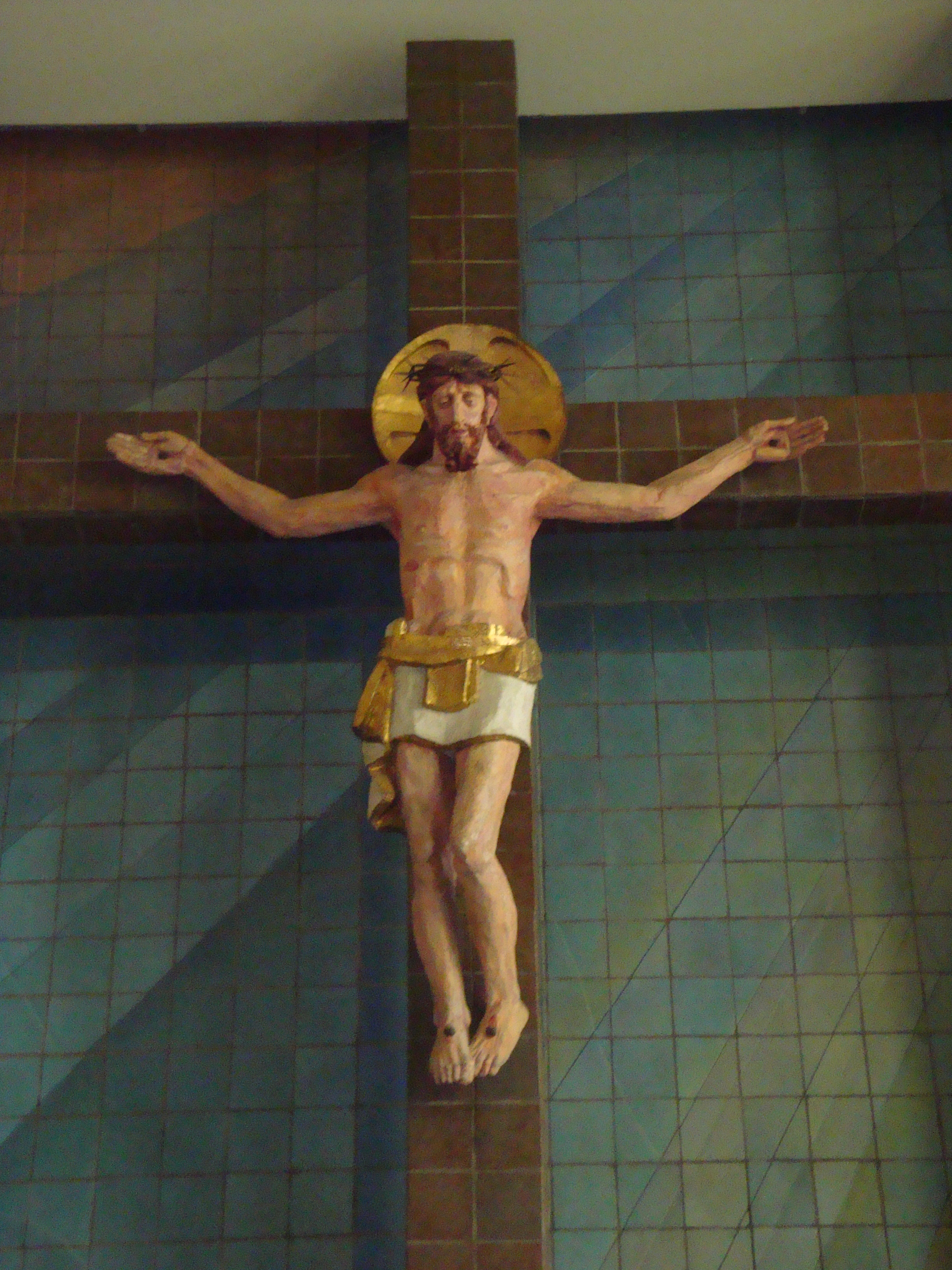
Krucyfiks - Centralny punkt ołtarza
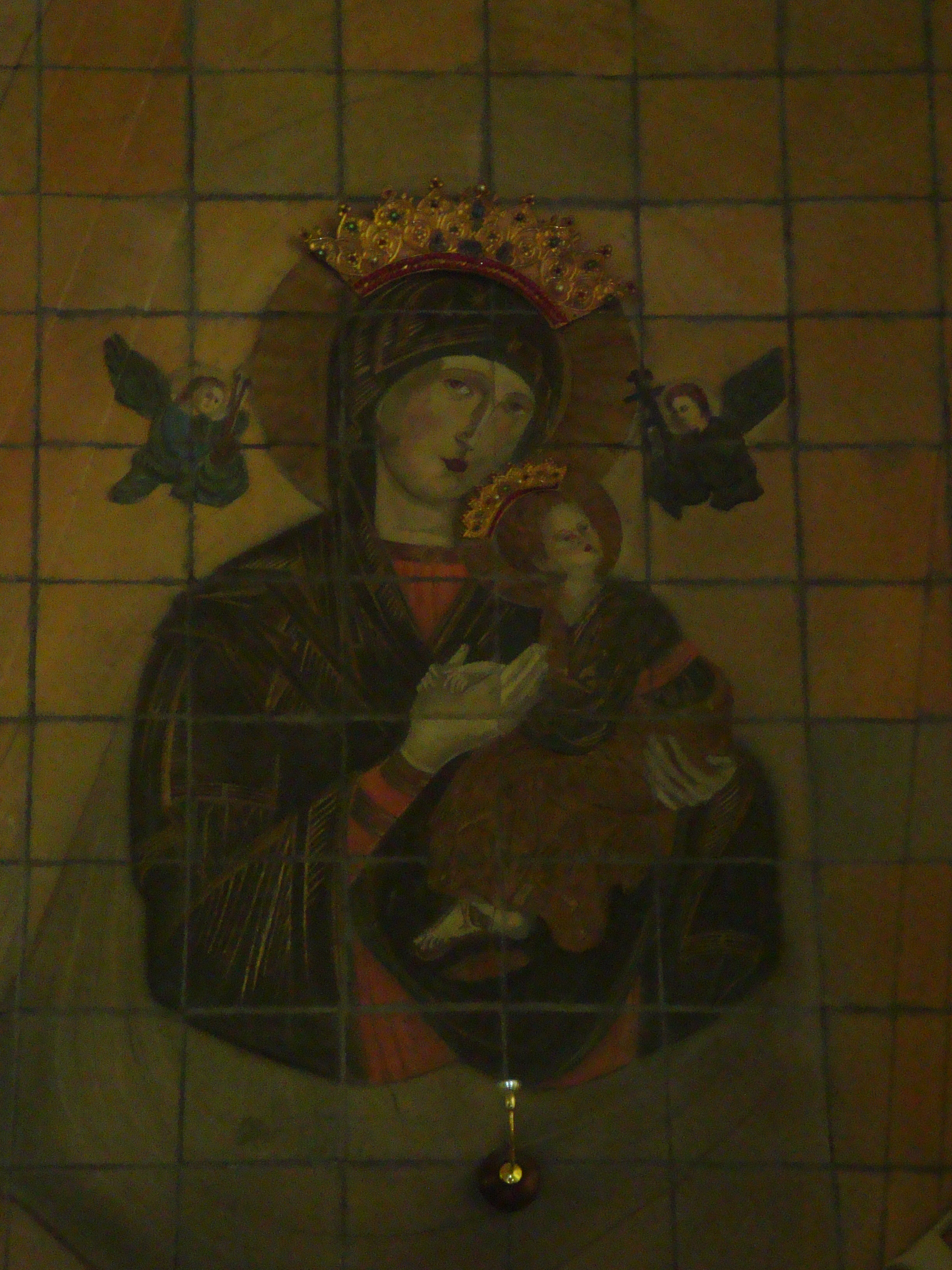
Patronka parafii - prawa część ołtarza
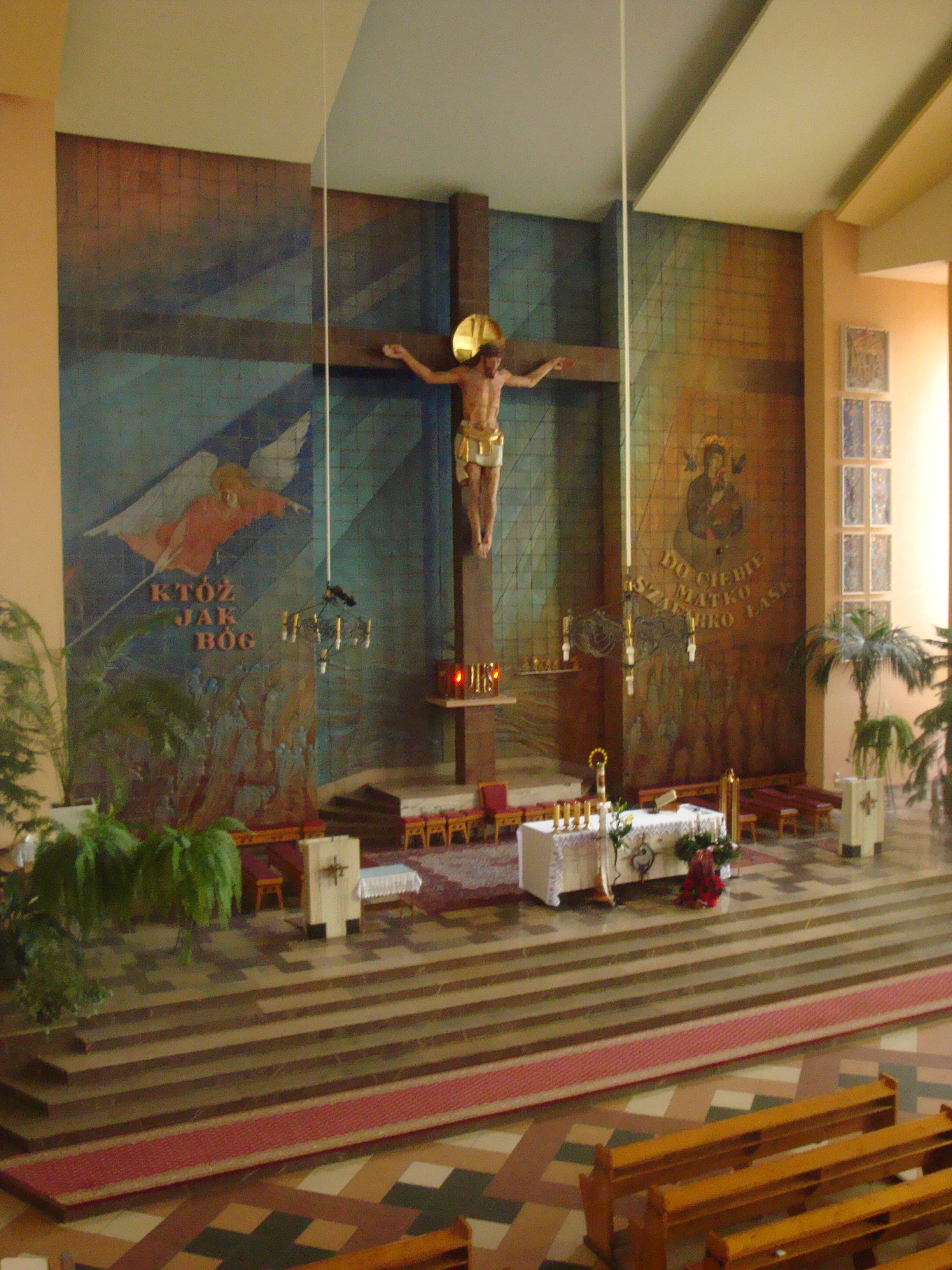
Całość ołtarza
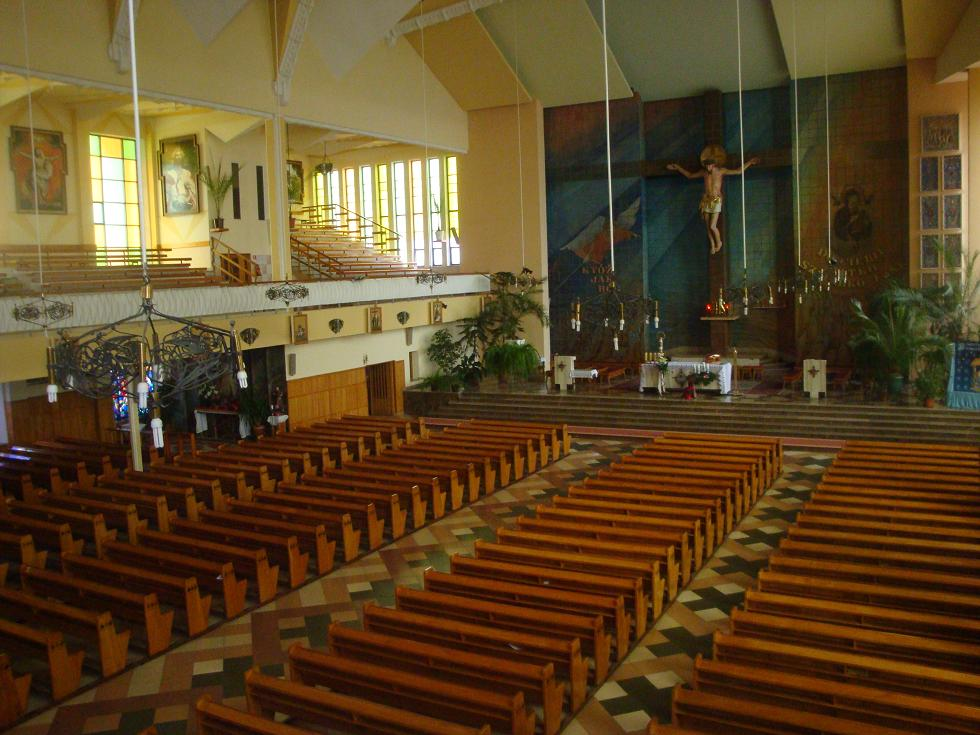
Widok na kościół z chóru
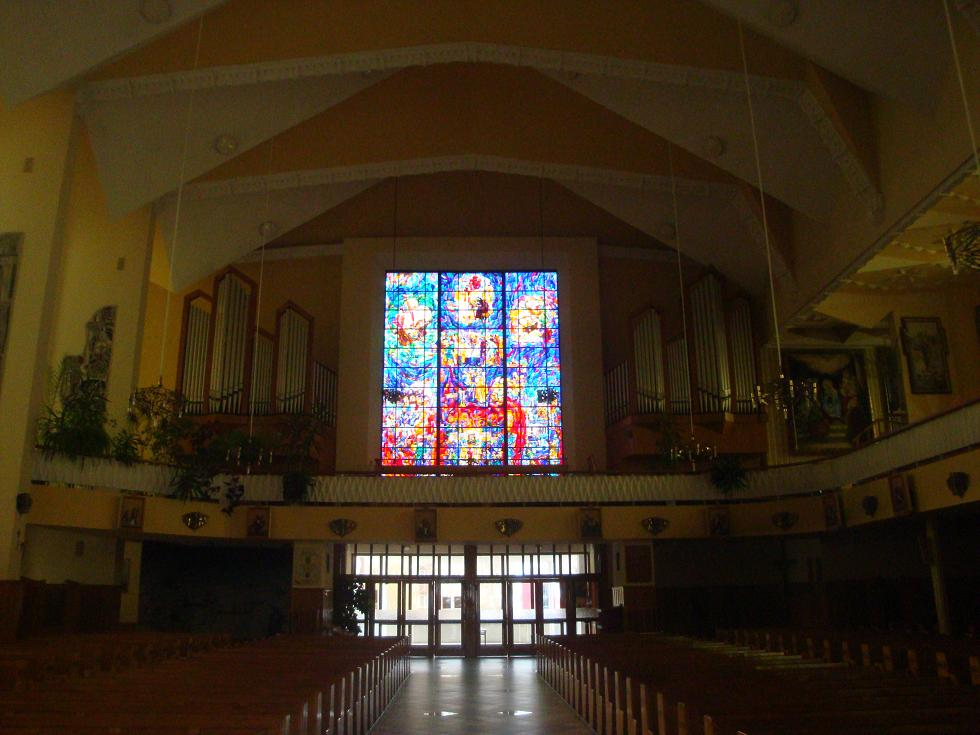
Widok na tylną część kościoła, organy, witraż.
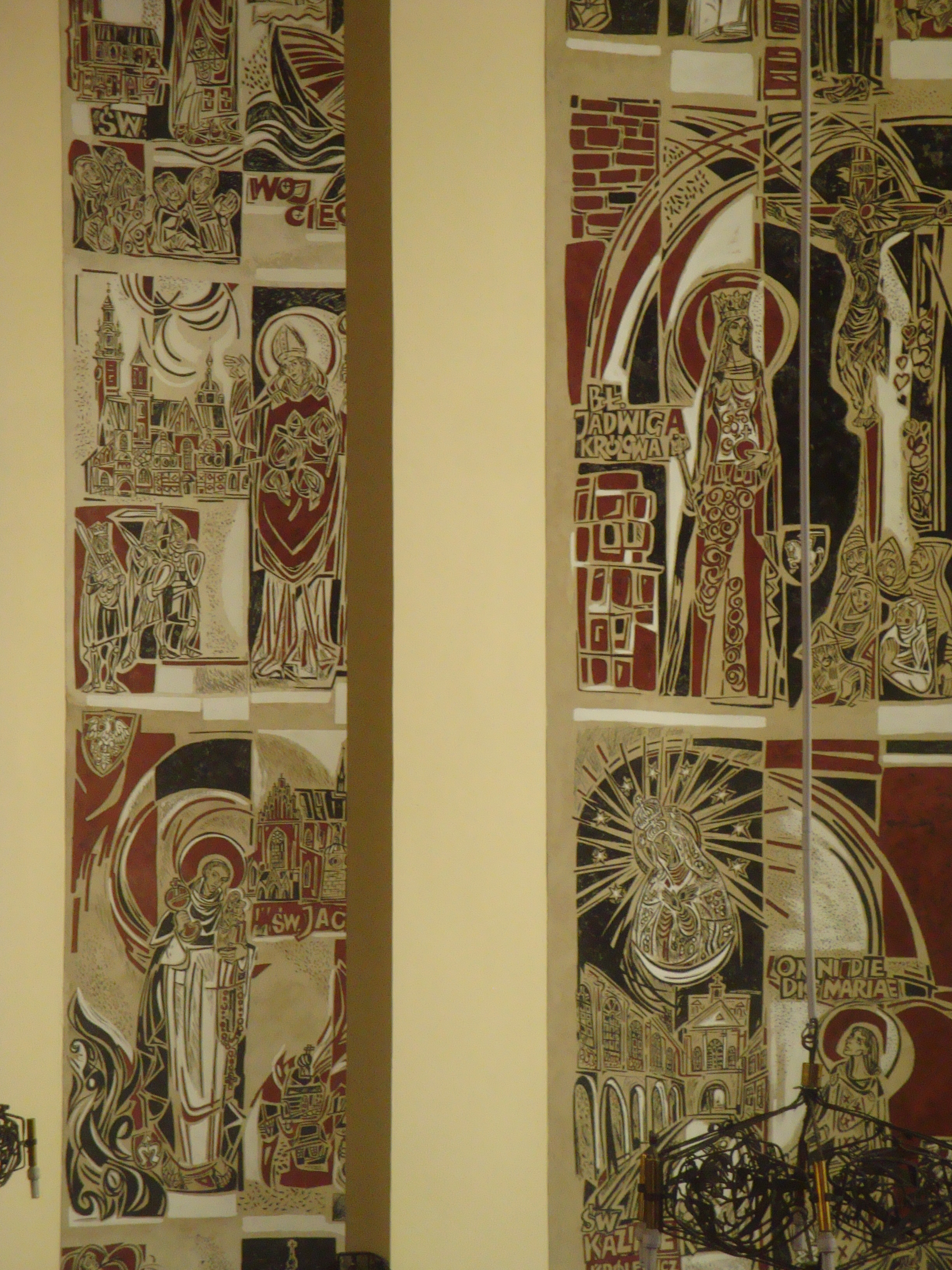
Nawa boczna, prawa. Polscy święci kościoła katolickiego
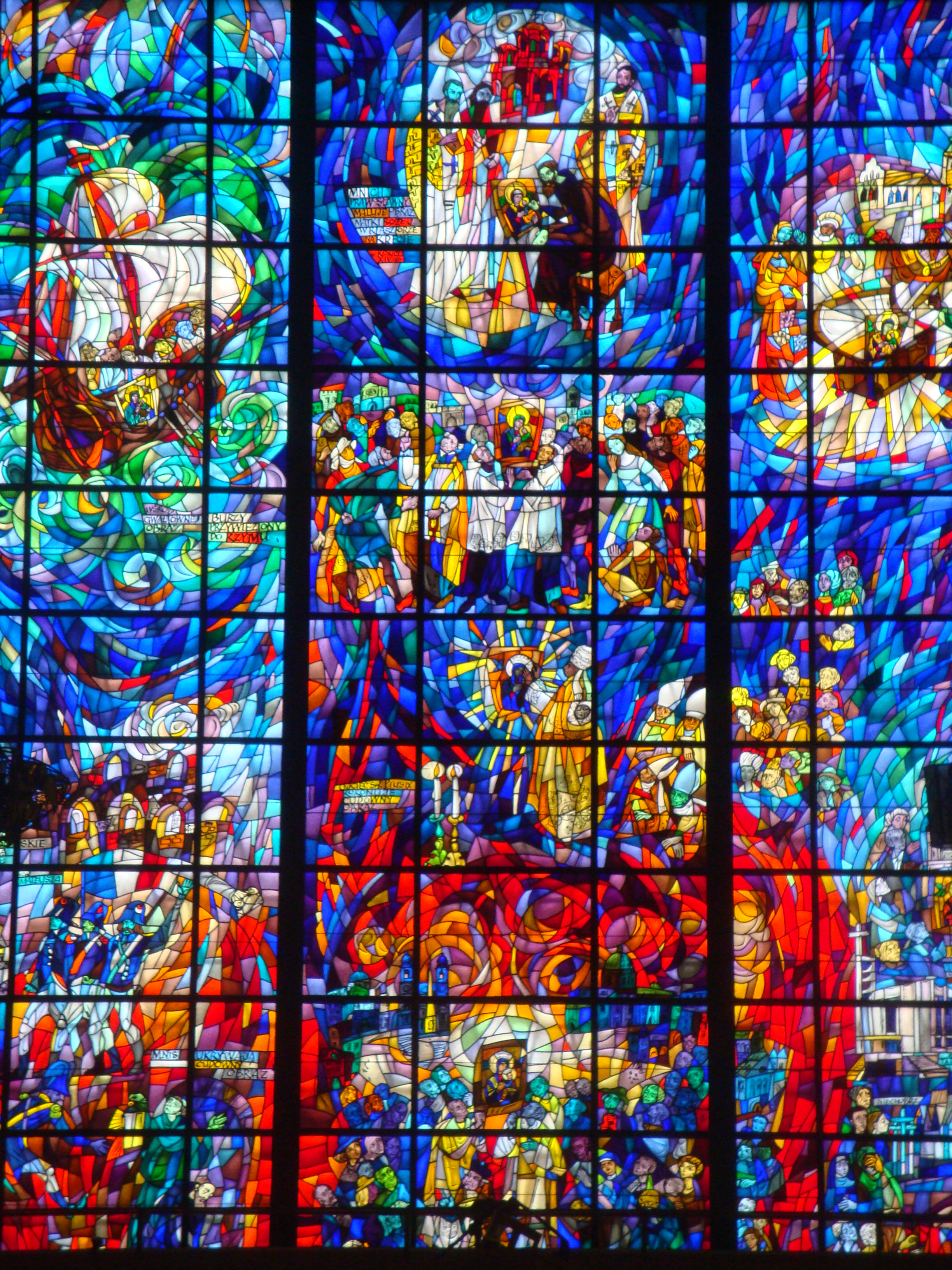
Witraż w tylnej części kościoła. Historia obrazu/ikony Matki Bożej Nieustającej Pomocy
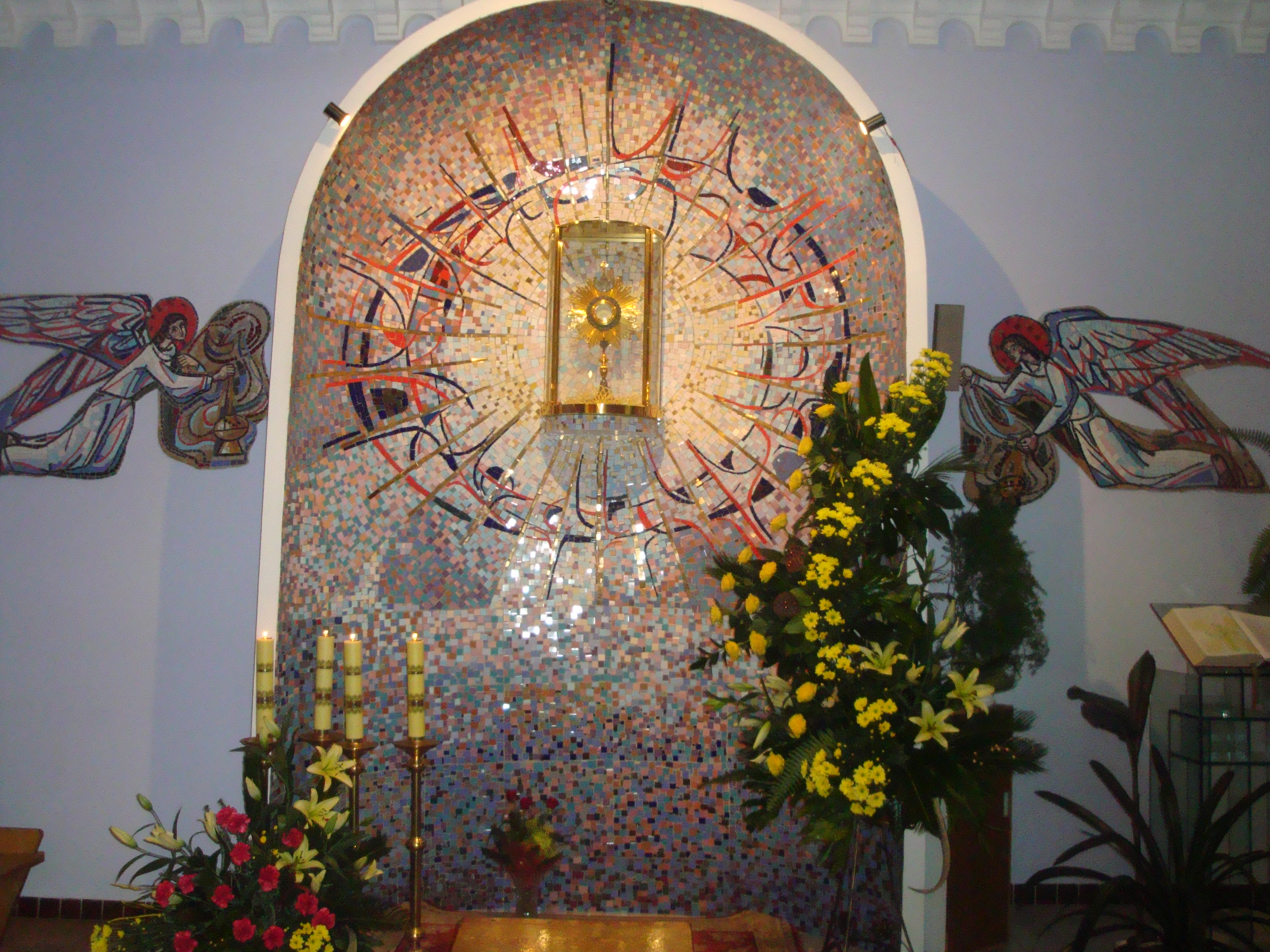
Dolny kościół - Kaplica Wieczystej Adoracji
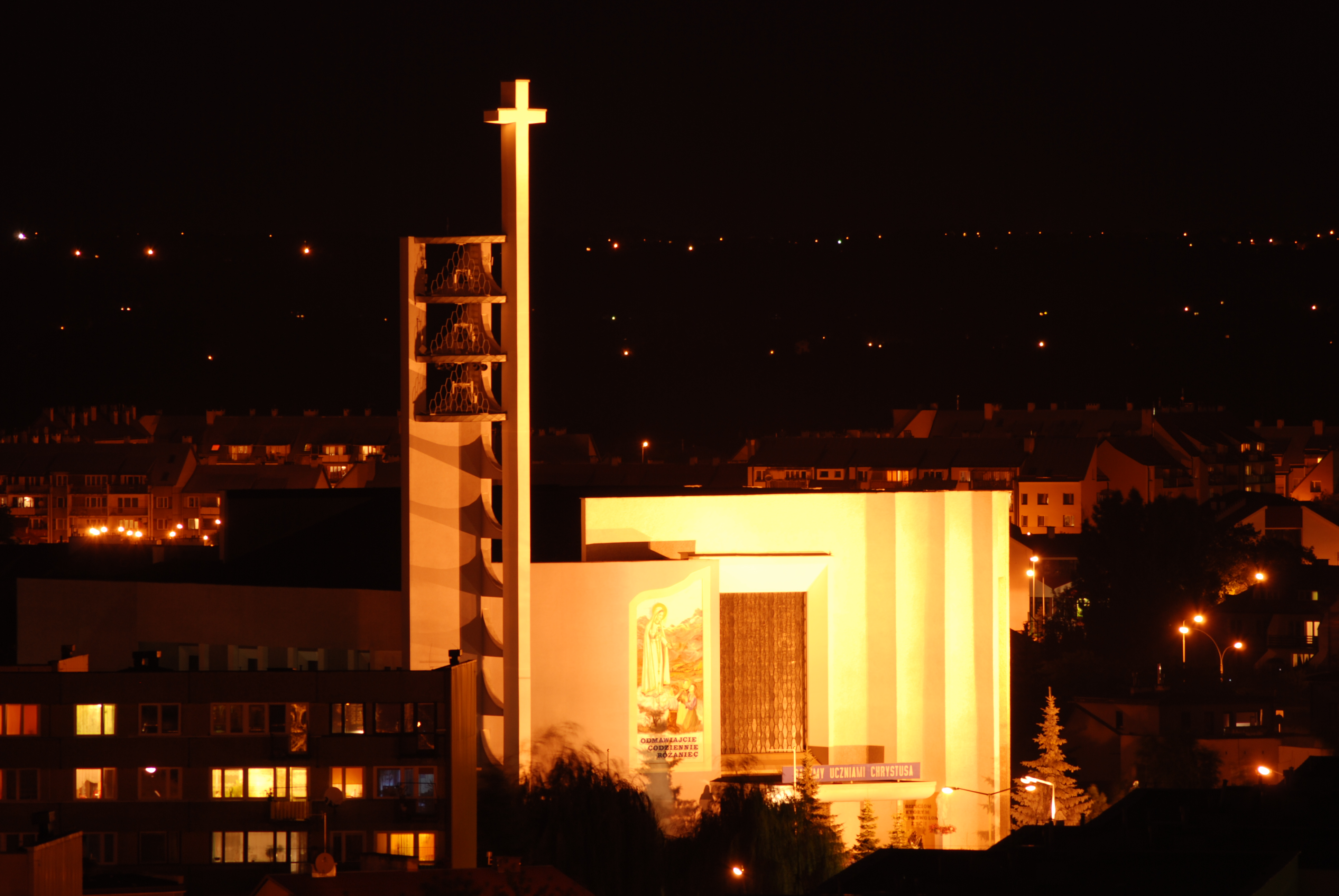
Kościół w nocy
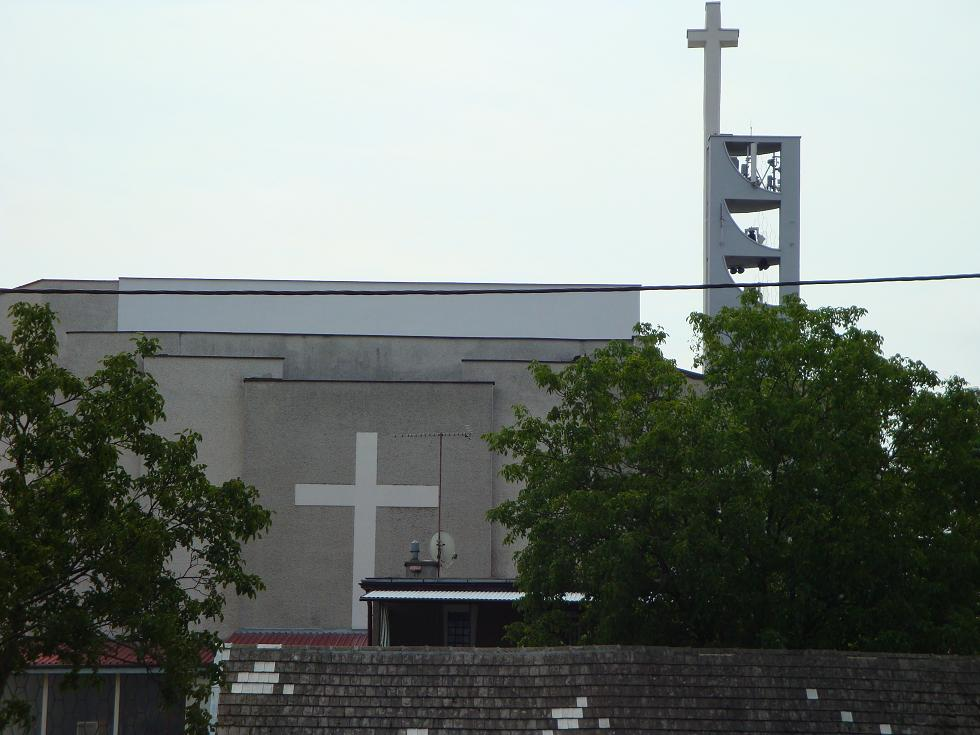
Widok na świątynię od strony ulicy Warszawskiej
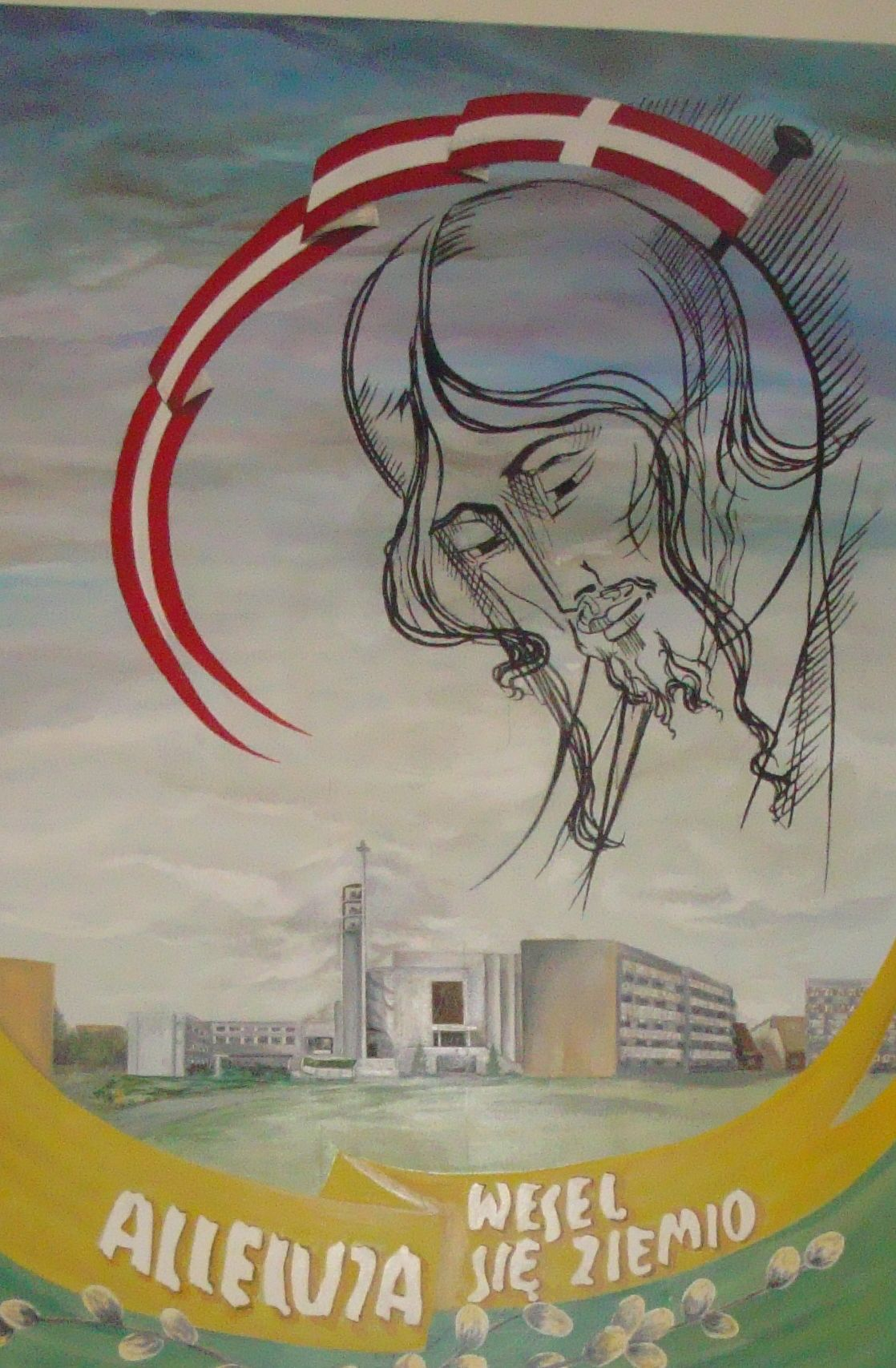
Obraz ze świątynią na tle osiedla

## Relikwie
W główny ołtarz górnego kościoła wkomponowano relikwie świętych i błogosławionych:
1. Adama Chmielowskiego (23 maja 2004)
2. Anieli Salawy (18 grudnia 2011)
3. Charbela Makhloufa (24 lipca 2014)
4. Czesława Odrowąża (30 września 2012)
5. Edmunda Bojanowskiego (23 maja 2004)
6. Faustyny Kowalskiej (23 maja 2004)
7. Jana Beyzyma (23 grudnia 2012)
8. Jana Bosko (31 stycznia 2007)
9. Jana Bożego (17 maja 2015)
10. Jana Pawła II (11 października 2012)
11. Jerzego Popiełuszki (13 października 2013)
12. Joanny Beretty Molli (25 maja 2005)
13. Matki Teresy z Kalkuty (23 maja 2004)
14. Michała Sopoćki (28 września 2014)
15. Ojca Pio (23 maja 2004)
16. Ryty z Cascii (16 sierpnia 2015)
17. Zygmunta Gorazdowskiego (15 kwietnia 2007)[1]

## Dzwonnica
Na dzwonnicy znajdują się dzwony: Maria, Michał, Maksymilian. Po raz pierwszy zabiły 25 marca 1984.

## Organy
W świątyni znajdują się 40-głosowe organy piszczałkowe o trakturze elektro-pneumatycznej, wybudowane w 1993 roku.
| M. I | M. II | M. III | Ped. | Połączenia                                    | Dodatkowe urządzenia, pomocne itp |
| --- | --- | --- | --- | --------------------------------------------- | --- |
| Pryncypał 16' Pryncypał 8' Bourdon 8' Salicet 8' Oktawa 4' Rurflet 4' Superoktawa 2' Kwinta 2 2/3' Mixtura 4x Mixtura 3x Trompet 8' | Pryncypał 8' Gemshorn 8' Rurflet 8' Pryncypał 4' Flet minor 4' Róg nocny 2' Tercja 1 3/5' Szarf 4x Obój 8' Vox humana 8' | Holflet 8' Flet łagodny 8' Pryncypał 4' Blokflet 4' Gemshorn 2' Kwinta 1 1/3' Sifflet 1' Cymbel 3' Dulcjan 16' Krumhorn 8' | Kontrabas 16' Subbas 16' Kwintbas 10 3/5' Pryncypał 8' Fletbas 8' Chorałbas 4' Kornet 3x Puzon 16' Trompet 8' | I-P II-P III-P II-I III-I Super III-II III-II | Wolna Kombinacja 1 Wolna Kombinacja 2 Wolna Kombinacja 3 Wolna Kombinacja 4 Tremolo M II Tremolo M III Crescendo Wyłącznik głosów językowych |

## Witraż
W tyle kościoła pozostawiono ogromne okno, aby świątynia była widna. W latach 90. w celu ochrony piszczałek organowych okno zasłonięto witrażem. Kilkuletnie prace ukończono w 1997 r. Przedstawiono w nim historię cudownego obrazu/ikony Matki Bożej Nieustającej Pomocy. Autorem projektu jest Maciej Kauczyński. Wykonanie Pracownie witraży - Krzysztof Paczka, Andrzej Cwilewicz.

## Obrazy
Autorem większości obrazów znajdujących się w świątyni jest Stanisław Dudek. Obrazy w większości są reprodukcją, powieleniem wyobrażeń innych malarzy. Stanisław Dudek jest także odpowiedzialny za bożonarodzeniową szopkę, wielkoczwartkową Ciemnicę i wielkosobotni Grób Pański. 

## Kontrowersje
Od lat 2000. zauważalna jest "lichenizacja" świątyni. Podobnie jak w Licheniu pojawiają się obrazy i figury, które uznane mogą być jako przykład kiczu i tandety. Przejawia się ona również w nadmiernym ozdabianiu i upiększaniu budynku, szczególnie poprzez użycie styropianu. Styropian wykorzystano nie tylko do ornamentów na ścianach i suficie, budowy ołtarzy i ołtarzyków, ale także umieszczono w postaci napisu na ołtarzu głównym. Pod wizerunkiem Michała Archanioła widnieje napis: "Któż jak Bóg", a Matki Bożej: "Do Ciebie, Matko, szafarko łask". Krytyce poddane są szczególnie figury, nie tylko te na terenie kościoła (Czterech Ewangelistów przy wejściu), ale również na terenie parafii (największa krytyka pomnika papieża Jana Pawła II). Planuje się utworzenie komisji estetyki w Radzie Miasta.

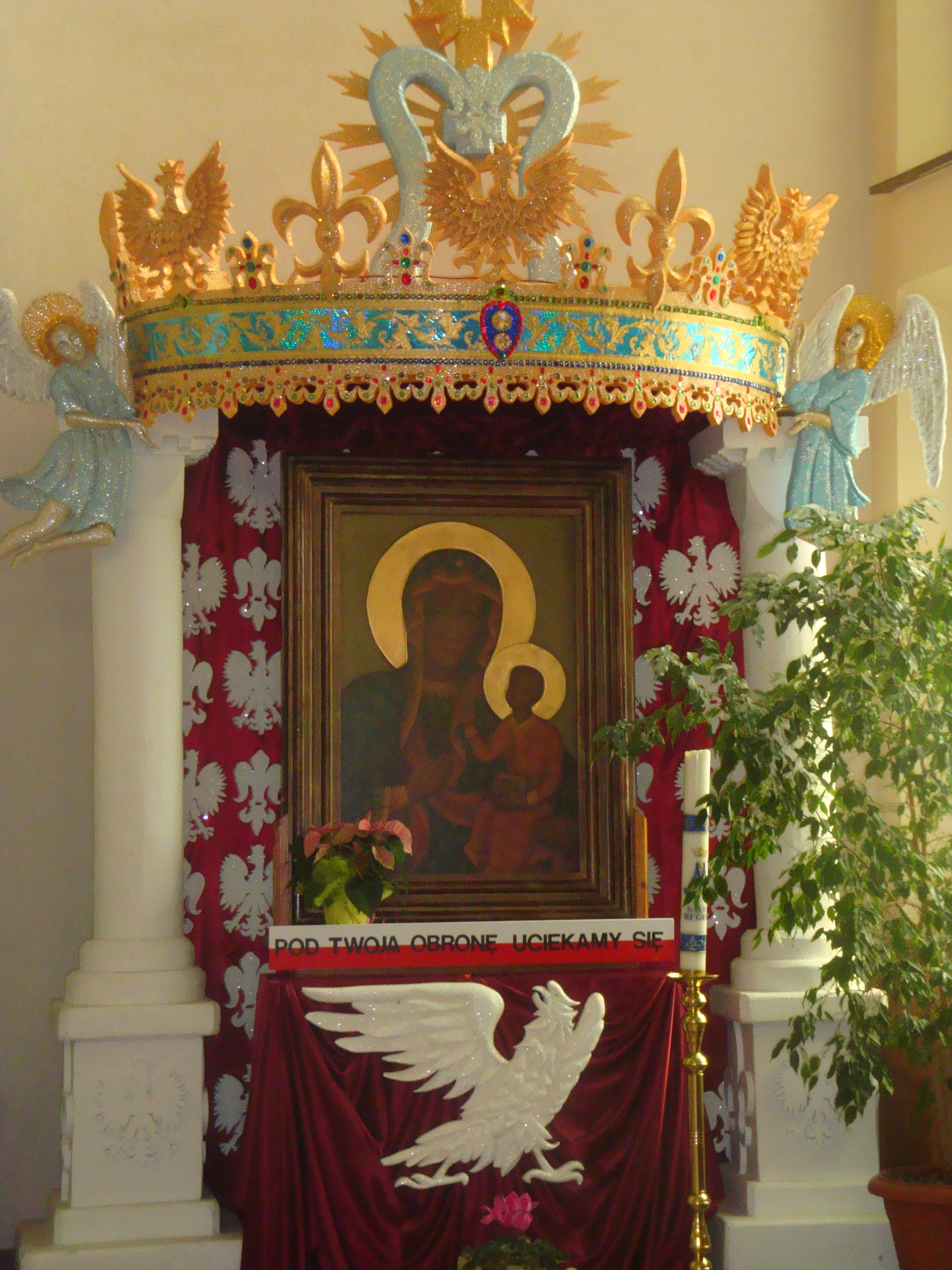
Matka Boża Częstochowska ze styropianową koroną, otoczona styropianowymi orłami - górny kościół
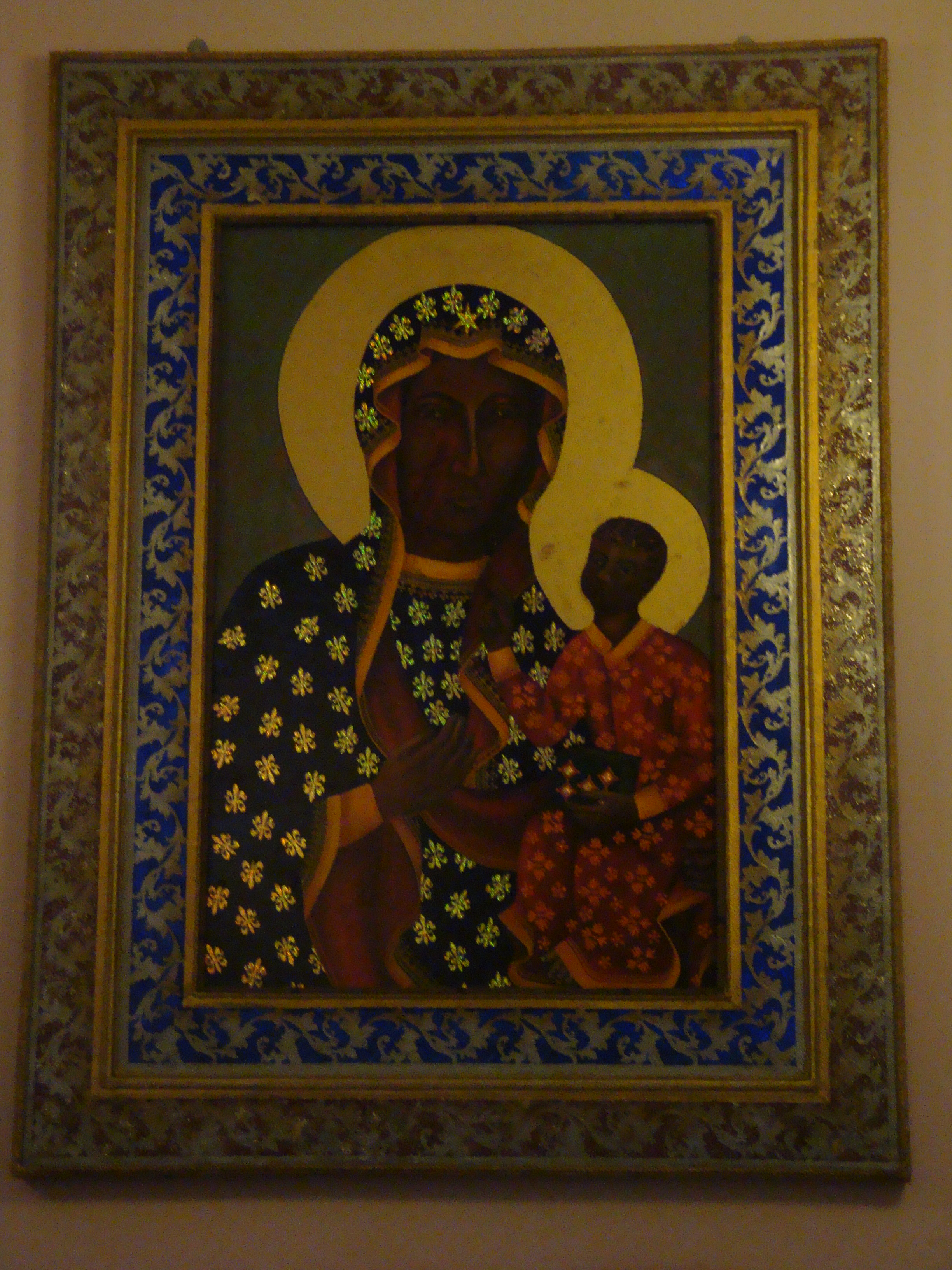
Matka Boża Częstochowska ze lśniącym papierem samoprzylepnym - Kaplica Wieczystej Adoracji w dolnym kościele
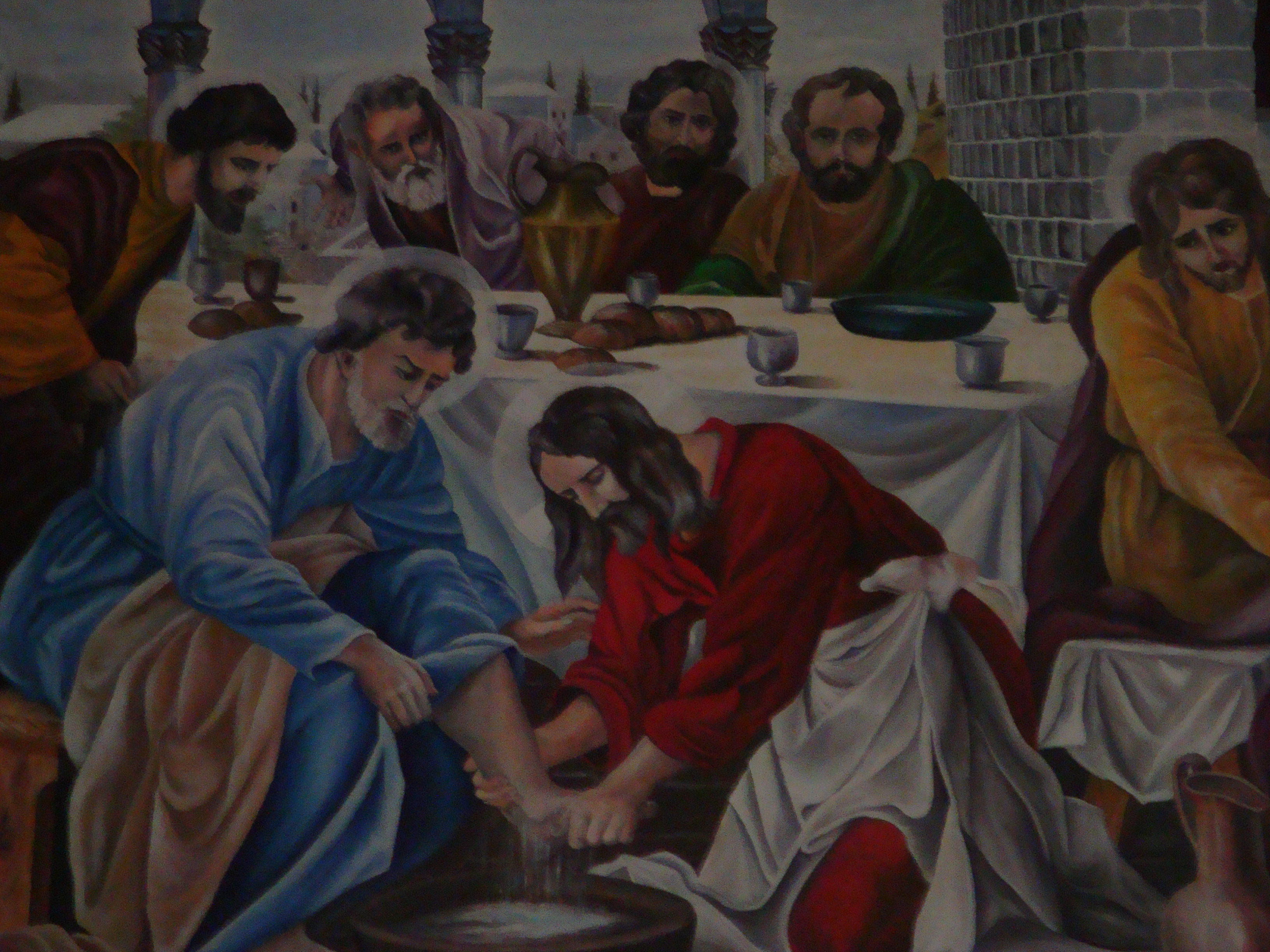
Ostatnia Wieczerza. Jeden z wielu obrazów wiszących w górnej części kościoła - chórze. Stylistyką nawiązują do dziecięcych Biblii lub protestanckich wyobrażeń o Ewangelii
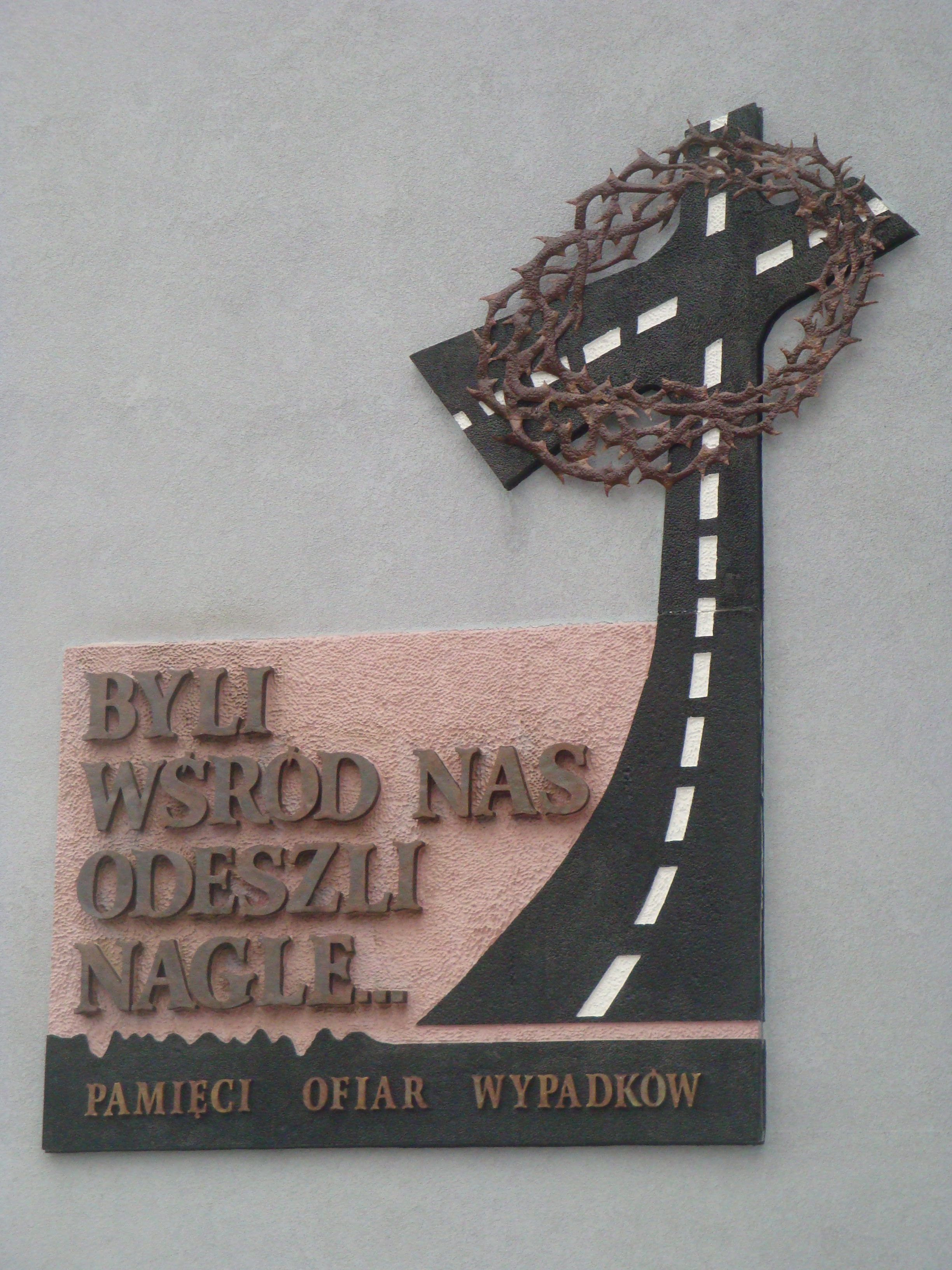
Pomnik Ofiar Wypadków Drogowych przy wejściu do kościoła
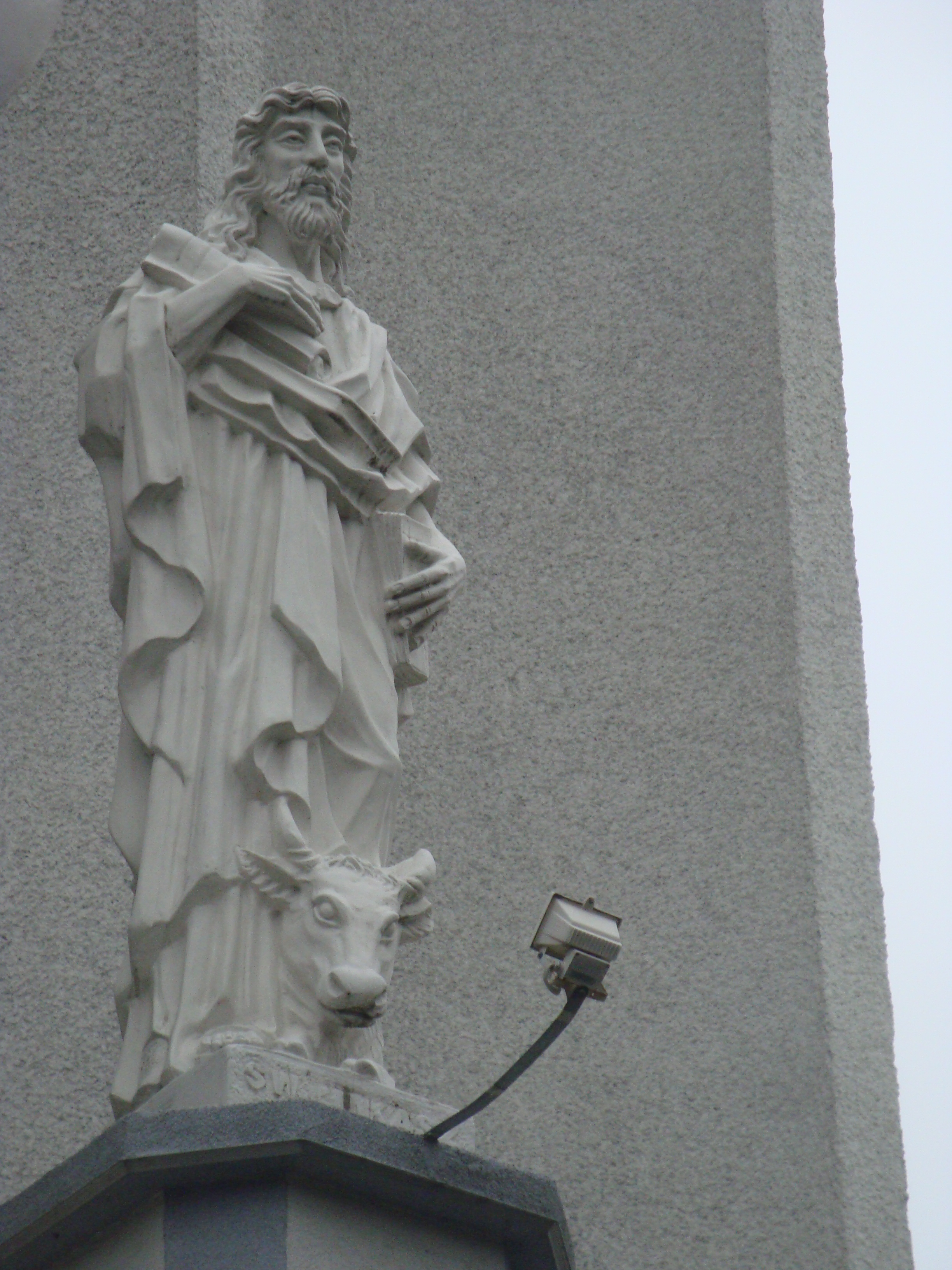
Figura św. Łukasza Ewangelisty przy wejściu do kościoła
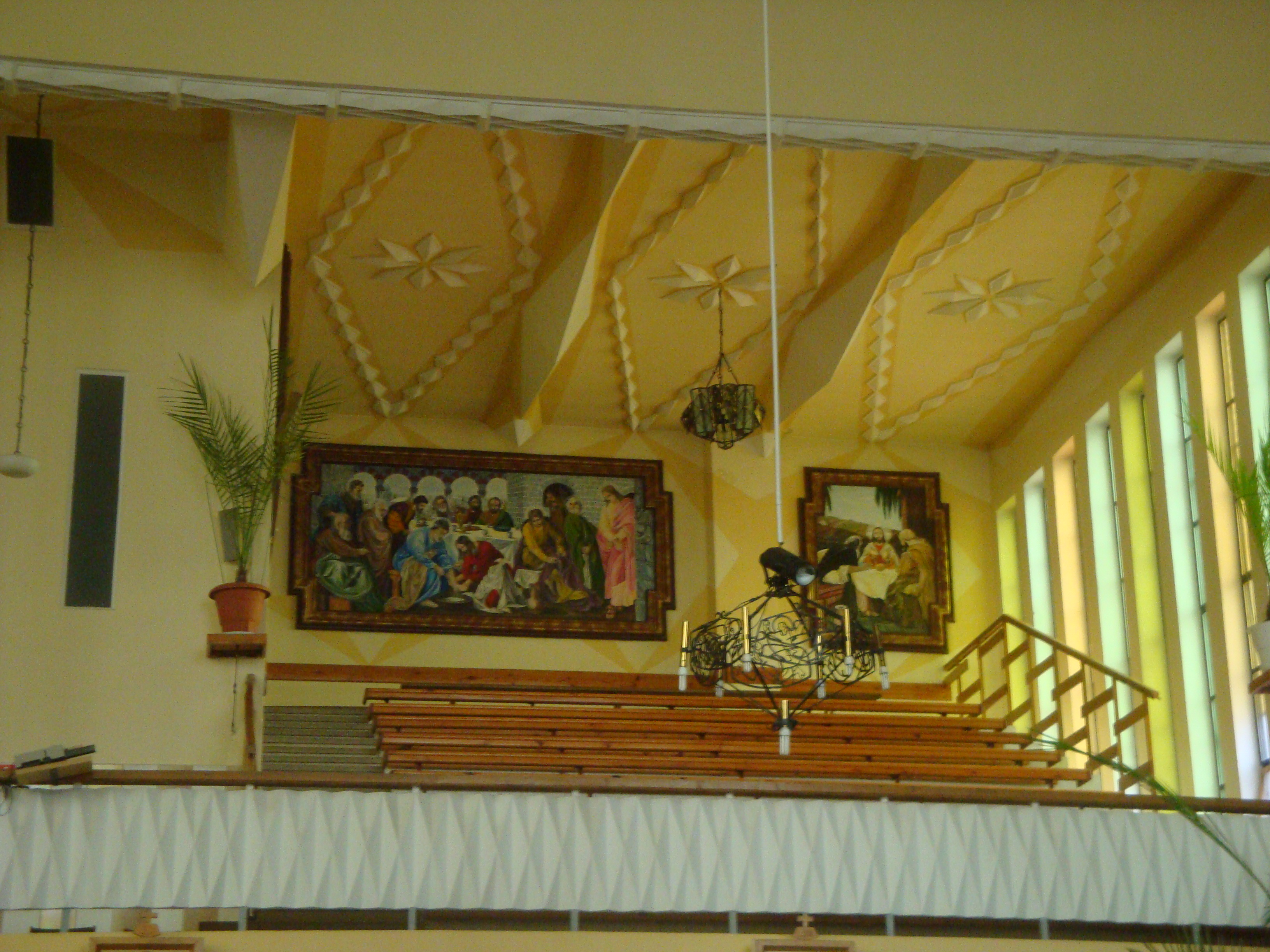
Styropianizacja kościoła
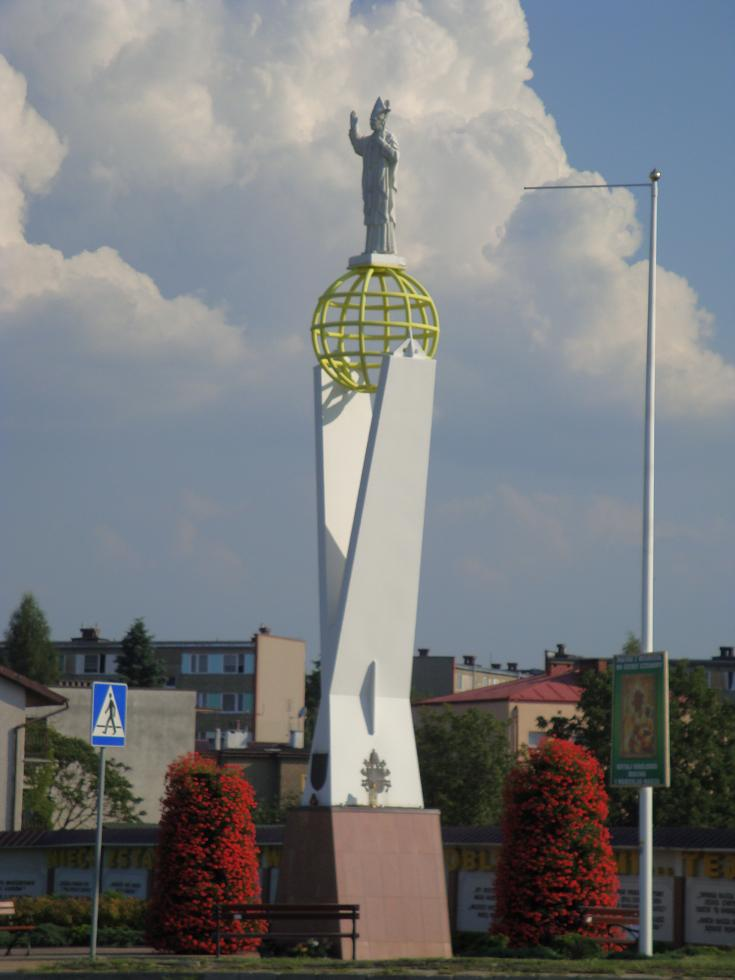
Pomnik Jana Pawła II przy ulicy Warszawskiej

## Telewizja
Od 10 czerwca 2010 r. w sieci Telewizji kablowej Tarnobrzeskiej Spółdzielni Mieszkaniowej transmitowany jest całodobowo obraz i dźwięk z kościoła (kanał S7 - 159,25 MHz).